# Johann Strauss II
Johann Strauss, també conegut com a Johann Strauss Jr., el jove, fill (en alemany: Sohn), Johann Baptist Strauss (Viena, 25 d'octubre de 1825 - 3 de juny de 1899), fou un compositor austríac de música lleugera, sobretot de música de ball i operetes. Va compondre més de 500 valsos, polques, quadrilles i altres tipus de música de ball, així com diverses operetes i ballets. En la seva vida, se'l coneixia com "El rei del vals", i va ser en gran part el responsable de la popularitat del vals a Viena durant el segle xix.
Fill de Johann Strauss, músic vienès notable, Strauss tenia dos germans menors, Josef i Eduard Strauss, que també foren compositors de música lleugera, tot i que mai van ser tan coneguts com el germà gran.
L'element central de l'obra de Johann Strauss és el vals, l'estructura formal del qual va desenvolupar i enriquir. Algunes de les seves obres més famoses inclouen Al bell Danubi blau, Vals de l'Emperador, Contes dels boscos de Viena, i la Tritsch-Tratsch-Polka. Entre els seves operetes, El ratpenat (Die Fledermaus) i El baró gitano (Der Zigeunerbaron) són els més conegudes.

## Llegat
La música de Strauss és interpretada regularment en el Concert de Cap d'Any de la Filharmònica de Viena, com a resultat dels esforços de Clemens Krauss, que va realitzar un programa especial dedicat a Strauss el 1929 amb l'orquestra vienesa. Diversos intèrprets de Strauss, com Willi Boskovsky, van continuar la tradició de dirigir violí en mà com era costum en la família Strauss, així com Herbert von Karajan i Riccardo Muti. A més, l'Orquestra de Viena Johann Strauss, que es va formar el 1966, li ret homenatge durant les gires.

## Ortografia del cognom
Encara que el cognom Strauss es pot trobar en llibres de referència freqüentment amb "ß" (Strauß), el mateix Strauss escrivia el seu nom amb una llarga "s" i una "s" rodona (Strauſs), que era una forma de substitució de la Fraktur-ß usada en manuscrits antics. La seva família l'anomenava "Schani" (diminutiu de Joan), derivat del francès "Jean" amb l'addició de la terminació afectuosa "-i".

## Els primers anys
Strauss va néixer en el si d'una família catòlica a St Ulrich prop de Viena (actualment una part de Neubau), Àustria, el 25 d'octubre de 1825, fill del compositor Johann Strauss I i la seva primera esposa, Maria Anna Streim. El seu besavi patern era un jueu hongarès, un fet que els nazis, que van considerar que la música de Strauss era «tan alemanya», després van intentar d'ocultar. El seu pare no volia que esdevingués músic sinó banquer. No obstant això, va estudiar el violí en secret quan era nen amb el primer violinista de l'orquestra del seu pare, Franz Amon. Quan el seu pare va descobrir que un dia el seu fill practicava en secret amb un violí, li va donar un sever assot dient que anava a treure la música del nen. Pel que sembla, en lloc d'evitar que Strauss es convertís en el seu rival, el pare volia apartar el seu fill dels rigors de la vida de músic. Va ser quan Strauss pare va abandonar a la família i trobar una amant, Emilie Trampusch, quan Johann tenia 17 anys, que va decidir concentrar plenament en la carrera de compositor amb l'ajuda de la seva mare.
Llavors Strauss va començar a estudiar contrapunt i harmonia amb el professor Joachim Hoffmann, que posseïa una escola privada de música. El seu talent va ser reconegut així mateix pel compositor Josef Drechsler (també escrit Drexler), qui li va ensenyar exercicis d'harmonia. Va ser durant aquest temps quan va compondre la seva única obra sacramental, el gradual Tu qui regis totum orbem (1844). El seu altre mestre de violí va ser Anton Kollmann, répétiteur del ballet de l'Òpera de la Cort de Viena també va escriure excel·lents testimonis d'ell. Armat amb això, el mateix dia que la seva mare havia demanat el divorci del seu marit, es va presentar davant les autoritats vieneses per un permís per actuar en públic. Inicialment va formar una petita orquestra, contractant a alguns músics de la taverna "Zur Stadt Belgrad", on es podien contractar fàcilment.

## Debut com a compositor

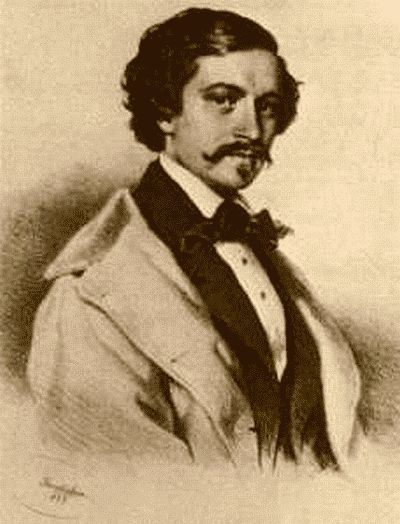
Johann Strauss en la seva joventut.

La influència de Johann Strauss I en diversos establiments d'entreteniment va significar que molts d'ells van ser cautelosos en oferir un contracte al jove Strauss, tement l'enuig del pare. Strauss fill va ser capaç de persuadir el Casino Dommayer en Hietzing, Viena, per fer-hi el seu debut. La premsa local es va afanyar a divulgar la notícia de Strauss contra Strauss, rivalitat entre pare i fill. Strauss pare, enfellonit amb el seu fill i davant la desobediència del propietari, es va negar a tocar mai més al Casino Dommayer, que havia estat l'escenari de les seves anteriors triomfs.
Strauss va debutar al Casino Dommayer l'octubre de 1844, on va interpretar algunes de les seves primeres obres, com els valsos "Sinngedichte", Op. 1 i "Gunstwerber", Op. 4. i la polka "Herzenslust", Op. 3. La crítica i la premsa van ser unànimes en els elogis de la música de Strauss. Un crític de Der Wanderer va comentar que «el nom de Strauss es mantindria dignament en el seu fill».

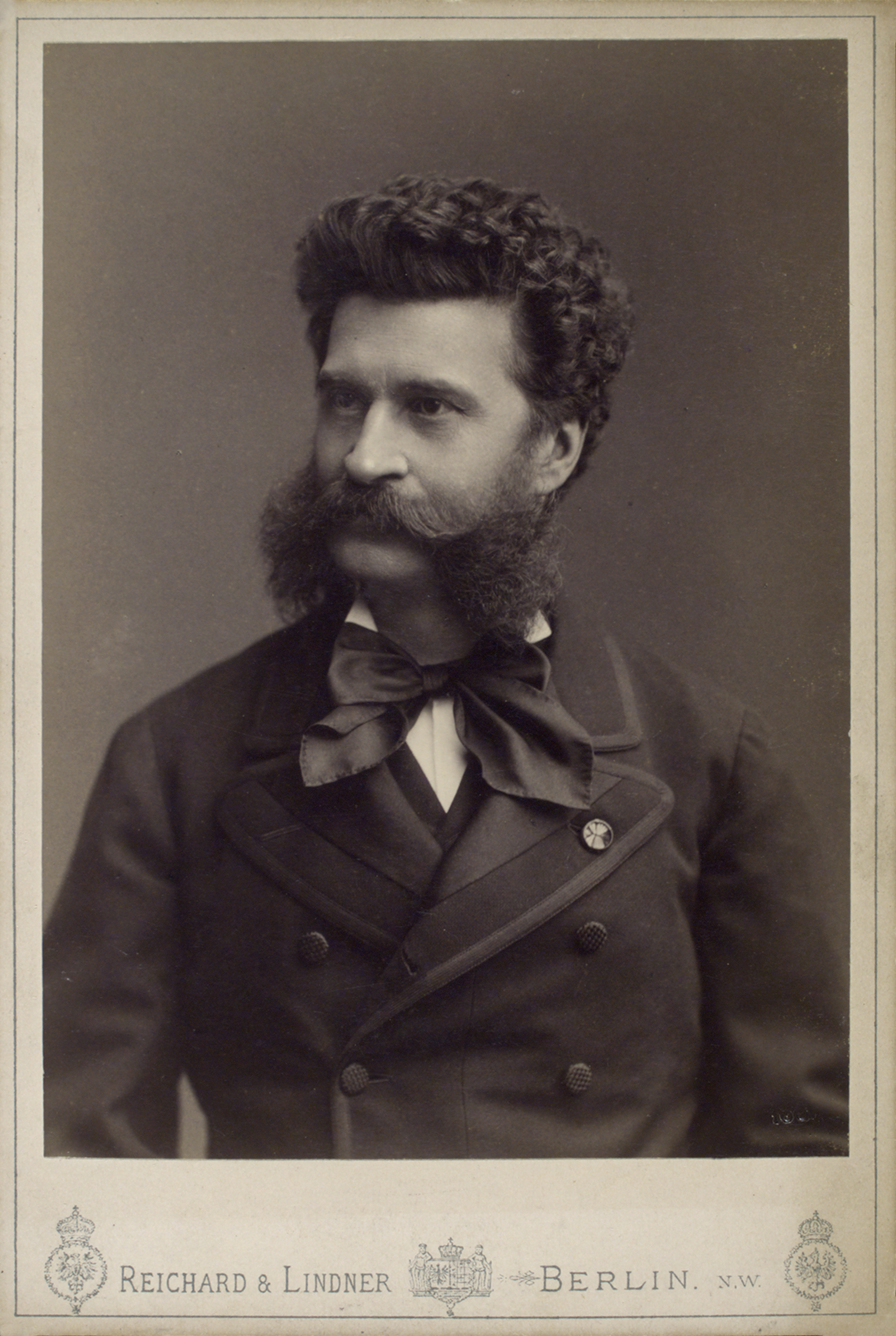
Strauss als inicis de la seva carrera.

Strauss va trobar moltes dificultats en els seus primers anys com a músic, però aviat va guanyar audiència amant de la música, després d'haver acceptat comissions per actuar fora de Viena. El primer gran reconeixement per al jove compositor va ser la posició de "Mestre de Capella del Segon Regiment de Ciutadans de Viena", que havia quedat vacant després de la mort de Josef Lanner dos anys abans.
Viena va ser assolada per una revolució burgesa el 24 de febrer de 1848, i la rivalitat entre pare i fill es va fer molt més evident. Johann II va decidir donar suport als revolucionaris, com ho posen de manifest els títols de dues obres que daten d'aquest període, els valsos Freiheitslieder (Cançons de llibertat) op. 52 i Burschenlieder (Cançons dels joves) op. 55, així com les marxes Revolucions de març op. 54 i l'agitada Marxa dels estudiants op. 56. Aquesta decisió va demostrar ser-li desfavorable professionalment, ja que la reialesa austríaca li va negar dues vegades la tan cobejada posició de "KK Hofballmusikdirecktor" (director musical del Ball de la Cort, posició que va ser atorgada a Johann I en reconeixement de les seves contribucions musicals. Per altra banda, el jove Strauss també va ser capturat per les autoritats vieneses per tocar en públic La marsellesa, atiant els sentiments revolucionaris, però més tard va ser absolt. Poc després de la seva absolució, va compondre la polca Geißelhiebe (fuetades) op. 60, que conté elements de La marsellesa en el seu trio, com una secció musical en resposta a la seva detenció. Strauss pare es va mantenir lleial a la monarquia del Danubi i va compondre la seva Marxa Radetzky op. 228 dedicada al mariscal de camp Joseph Radetzky von Radetz que passaria a ser una de les seves composicions més conegudes.
Quan l'ancià Strauss va morir d'escarlatina a Viena el 1849, el jove Strauss va fusionar ambdues orquestres i va participar en nombroses gires. Posteriorment, també compondria una sèrie de marxes patriòtiques dedicades al monarca Francesc Josep I, com la Kaiser Franz-Josef Marsch (Marxa de l'emperador Francesc Josep) op. 67 i la Kaiser Franz Josef Rettungs Jubel-Marsch (Marxa de goig per la salvació de l'emperador Francesc Josep) op. 126, probablement per congraciar-se amb el nou monarca que va pujar al tron d'Àustria després de la Revolució de 1848.

## Avenços en la carrera
| "Al bell Danubi blau" |
|                       |
|                       |
|                       |

Finalment va superar la fama del seu pare i es convertí en un dels compositors de valsos més populars de la seva època, i va viatjar per Àustria, Polònia i Alemanya amb la seva orquestra. Seria habitual que el públic veiés una sola representació abans que es traslladés ràpidament a un altre lloc. Seria la primera i última representació en cada un d'aquests llocs, i en les plaques proclamarien amb orgull "Heute spielt der Strauss! " (avui toca Strauss!).
També va fer visites a Rússia, actuant a Pavlovsk i escrivint diverses composicions, allà que més tard va rebatejar perquè s'ajustés al públic vienès al seu retorn, a Gran Bretanya on va actuar amb la seva primera dona Hetty Treffz, al Covent Garden, a França, Itàlia i més tard als Estats Units en la dècada de 1870, on va prendre part en el Festival de Boston per invitació del mestre de banda Patrick Gilmore i va ser el principal director en el "Monster Concert" de més de 1000 músics, interpretant la seva vals Al bell Danubi blau op. 314, entre altres peces de gran èxit.

## Negoci musical familiar
Després de crear la seva primera orquestra abans de la mort del seu pare, en va fundar moltes d'altres que tocarien en diversos establiments d'entreteniment i de ball, com el "Sperl" i el "Apollo", als quals va dedicar diverses peces amb els seus noms per commemorar les seves primeres actuacions. Més tard, va acceptar comissions per tocar a Rússia per l'arxiduc Miquel i el tsar Alexandre II, especialment a Pavlovsk, on havia estat construïda una nova línia de ferrocarril. Quan començà a obtenir massa comissions com per poder-les atendre tot sol, va tractar de convèncer els seus germans Josef i Eduard perquè el substituïssin durant la seva absència, ja fos per la seva mala salut o per la seva atapeïda agenda. El 1853, fins i tot va haver d'internar-se a un sanatori, ja que patia de calfreds i de neuràlgia. Desitjosa que l'empresa familiar no defallís, la mare Anna Strauss va ajudar a convèncer el poc inclinat Josef perquè assumís el comandament de l'orquestra Strauss. Els vienesos van acollir amb satisfacció als dos germans i eventualment va haver d'admetre que "Josef era el més talentós de tots dos, jo simplement sóc el més popular". Josef va deixar la seva pròpia marca amb els seus propis valsos i aquesta nova rivalitat va ser molt propícia per al desenvolupament del vals. Johann Strauss II va procedir a consolidar la seva posició com a "rei del vals" amb el seu exquisit vals Al bell Danubi blau op. 314, que va néixer com un vals coral amb text escrit per un poeta local.
El més destacat del triumvirat dels Strauss es troba exposat en el "Concert de Música Perpètua" el 1860, on la seva encertada broma musical Perpetuum Mobile op. 257 es va interpretar pels tres germans encapçalant tres orquestres diferents. En la mateixa època, els tres germans Strauss també van organitzar nombroses activitats durant els seus concerts al Volksgarten a Viena, on el públic podia participar. Per exemple, s'interpretava una nova peça i el públic era convidat a endevinar quin dels tres l'havia compost.

## Rivals i admiradors musicals
Encara que el més demanat compositor de música de ball va ser Johann Strauss entre 1860 i 1890, va tenir una dura competència amb Karl Michael Ziehrer i Émile Waldteufel, amb el segon competia des de París. Phillip Fahrbach també li va negar al jove Strauss el càrrec de Director Musical del Ball de la Cort quan va postular per primera vegada al càrrec. El compositor alemany Jacques Offenbach, que es va fer famós a París, li va plantejar així mateix un desafiament a Strauss en el camp de l'opereta. Més tard, l'aparició del mestre de l'opereta Franz Lehár va marcar l'inici de l'Edat de Plata a Viena d'aquest gènere i desplaçar la posició de Strauss en el món de l'opereta. Johann era un admirador de la soprano Berta Schwarz i el 1882 s'inspirà en aquesta per compondre el vals per veu i orquestra Veus de primavera.
Johann va ser admirat per altres prominents compositors. Richard Wagner va admetre una vegada que estimava el vals Vi, dones i cant op. 333. Richard Strauss (sense estar emparentat amb la família) en compondre els seus valsos del Cavaller de la rosa va dir en referència a Johann Strauss fill: «Com podria oblidar el somrient geni de Viena?»
Johannes Brahms va ser un amic personal, a qui Strauss va dedicar el seu vals Seid umschlungen, Milions! (Sigueu abraçats per milions!) Op. 443, inspirat en l'Oda a l'alegria de Friedrich Schiller. Una història s'explica en les biografies de tots dos homes: la filla de Strauss es va acostar a Brahms amb la intenció de demanar-li un autògraf. Era usual que els compositors escrivissin alguns compassos de la seva música més coneguda i signessin amb el seu nom. Brahms, però, va escriure uns quants compassos dels valsos més coneguts de Strauss i a continuació va escriure: «Desafortunadament, NO per Johannes Brahms».

## Matrimonis

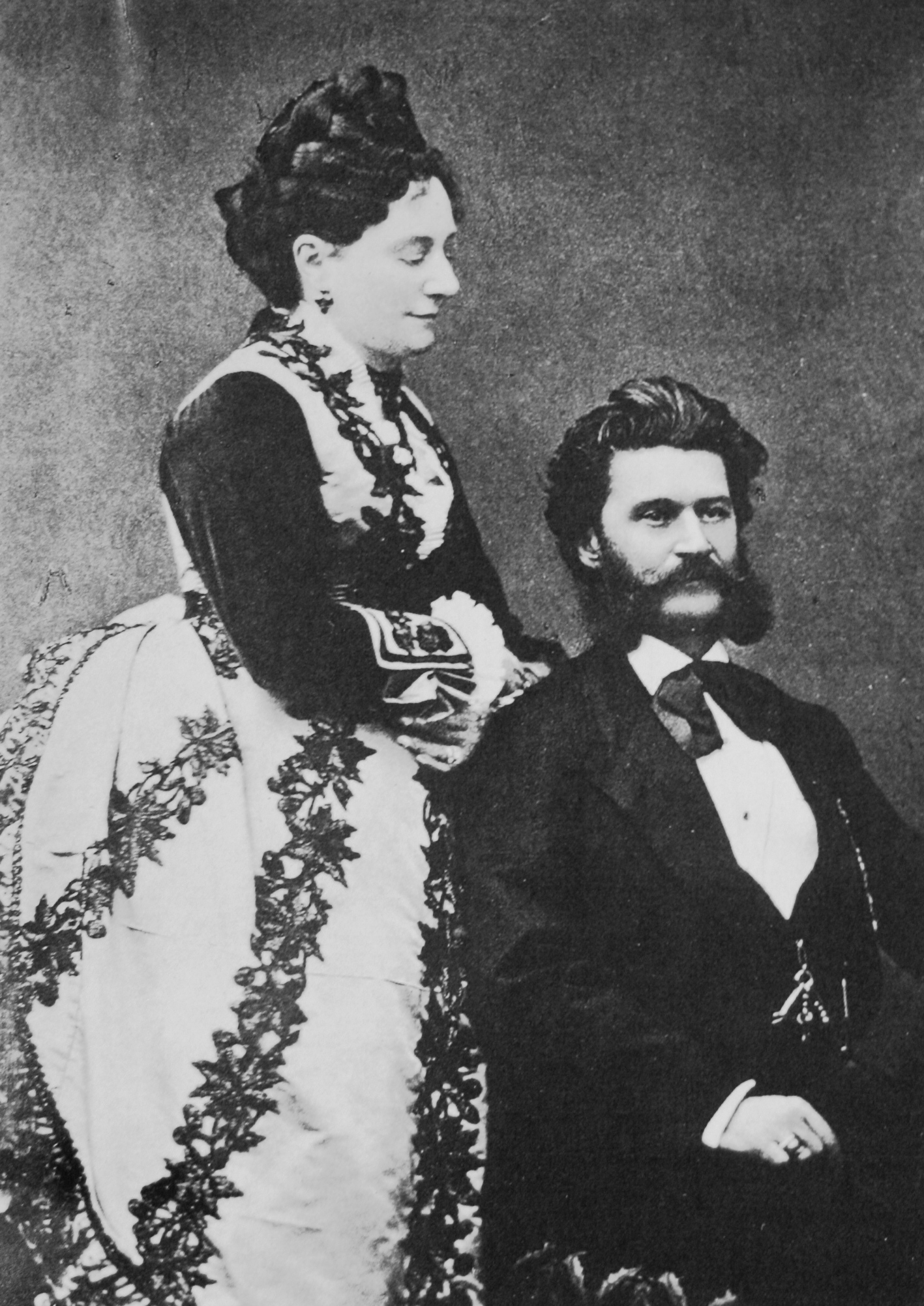
Jetty Treffz (1818-1878) primera esposa de Johann Strauss II

Es va casar amb la cantant Jetty Treffz el 1862 i va postular-se pel títol de Director Musical del Ball de la Cort, que va aconseguir el 1863, després d'haver-li estat negat en diverses ocasions per les seves freqüents friccions amb les autoritats locals. La seva participació en el Ball de la Cort significava que els seus treballs serien ara escoltats per la reialesa. Sis setmanes després de la seva mort el 1978, es va casar amb la seva segona esposa, l'actriu Angelika Dittrich. Dittich no era una fervent partidària de la seva música i la diferència d'edat i opinions, i sobretot la seva indiscreció, va portar a que Johann li demanés el divorci.
A Strauss no li va concedir el divorci l'Església Catòlica Romana i, per tant, va canviar de religió i nacionalitat i es va convertir en ciutadà de Saxònia-Coburg-Gotha el 28 de gener de 1887. Strauss va buscar consol en la seva tercera dona, Adele (amb qui es va casar el 15 d'agost de 1882) i en els seus últims anys van fluir els seus talents creatius, cosa que va resultar en gran part bona música, com les que es troben en les operetes Der Zigeunerbaron i Waldmeister i els valsos Kaiser-Walzer op. 437, Kaiser Jubiläum op. 434, Märchen aus dem Orient op. 444 i Klug Gretelein op. 462.
Adele, igual que l'avi de Strauss, era d'origen jueu, fet que els nazis van ocultar.